# ميغيل أنخيل سالفيستر
ميغيل أنخيل سالفيستر (بالإسبانية: Miguel Ángel Silvestre Rambla)‏ هو ممثل إسباني، ولد في 6 أبريل 1982 بكاستيون دي لا بلانا في إسبانيا. بدأ مشواره المهني سنة 2007.

## أعمال

### أفلام
- (2013) أنا متحمس جدا[2][3]
- (2017) فيرديناند

### مسلسلات
- سينسايت

## وصلات خارجية
- ميغيل أنخيل سالفيستر على موقع IMDb (الإنجليزية)
- ميغيل أنخيل سالفيستر على موقع ألو سيني (الفرنسية)
- ميغيل أنخيل سالفيستر على موقع ميوزك برينز (الإنجليزية)
- ميغيل أنخيل سالفيستر على موقع أول موفي (الإنجليزية)
- ميغيل أنخيل سالفيستر على موقع قاعدة بيانات الفيلم (الإنجليزية)
- ميغيل أنخيل سالفيستر على موقع كينوبويسك (الروسية)